# Tianhestadion
Het Tianhestadion/Stadion Tianhe (Chinees: 天河体育中心体育场) is een multifunctioneel stadion in Guangzhou, provincie Guangdong, Volksrepubliek China. Het stadion wordt vooral gebruikt voor voetbalwedstrijden van Guangzhou Evergrande FC. Het stadion heeft 58.500 plaatsen en is gebouwd in 1987. In 1991 werd het stadion voor de finale van het wereldkampioenschap voetbal vrouwen officieel geopend. In 2010 werd hier van de voetbalcompetitie van de Aziatische Spelen gehouden. In 2012 werden hier wedstrijden in de AFC Champions League gehouden.

## Belangrijke wedstrijden
| 1 | 30 november 1991 | Verenigde Staten – Noorwegen | 2 – 1      | Finale WK vrouwenvoetbal |
| 2 | 19 november 2010 | Zuid-Korea – Oezbekistan     | 3 – 1 n.v. | Aziatische Spelen        |
| 3 | 23 november 2010 | Zuid-Korea – VAE             | 0 – 1 n.v. | Aziatische Spelen        |
| 4 | 25 november 2010 | Zuid-Korea – Iran            | 4 – 3      | Aziatische Spelen        |
| 5 | 25 november 2010 | Japan – VAE                  | 0 – 1      | Finale Aziatische Spelen |

### Chinees voetbalelftal
Het Chinees voetbalelftal (mannen) speelde zes interlands in het Tianhestadion.
| 1 | 2 december 1992  | China – Noorwegen  | 2 – 1 | Oefeninterland    |
| 2 | 3 februari 2004  | China – Finland    | 2 – 1 | Oefeninterland    |
| 3 | 7 februari 2007  | China – Kazachstan | 2 – 1 | Oefeninterland    |
| 4 | 8 november 2010  | China – Japan      | 0 – 3 | Aziatische Spelen |
| 5 | 10 november 2010 | China – Kirgizië   | 2 – 0 | Aziatische Spelen |
| 6 | 15 november 2010 | China – Zuid-Korea | 0 – 3 | Aziatische Spelen |